# Divinidylle
Divinidylle es el quinto álbum del 2007 de la cantante francesa Vanessa Paradis. Fue grabado entre noviembre del 2005 hasta junio del 2007. El primer single, llamado «Divine Idylle», fue lanzado a la radio francesa en junio del 2007. Este es el quinto álbum de estudio de Paradis, su último disco había sido Bliss del 2000.
Este nuevo disco, como el anterior (Bliss) contiene una canción dedicada a un miembro de su familia, en este caso a su hijo Jack, de 7 años de edad, en el disco anterior Bliss ella dedicó un tema a su pareja, el actor Johnny Depp (el tema titulado: «Bliss») y a su hija Lily-Rose (Temas titulados: «St. Germain» y «La ballade de Lily Rose»).
El tema dedicado a su hijo es el número 11, «Jackadi», al principio del mismo podemos escuchar al niño cantar.

## Lista de canciones
| Nº  | Canción                     |  |
| --- | --------------------------- |  |
| 1.  | "Divine idylle" - 2:41      |  |
| 2.  | "Chet Baker'" - 3:00        |  |
| 3.  | "Les piles" - 2:50          |  |
| 4.  | "Dès que je te vois" - 3:25 |  |
| 5.  | "Les revenants" - 3:40      |  |
| 6.  | "Junior Suite" - 3:32       |  |
| 7.  | "L'incendie" - 3:30         |  |
| 8.  | "Irresistiblement" - 2:53   |  |
| 9.  | "La bataille" - 3:25        |  |
| 10. | "La mélodie" - 3:00         |  |
| 11. | "Jackadi" - 3:20            |  |

## Posición en las listas

### Sencillos
| Año  | Sencillo             | Lista                          | Posición |
| ---- | -------------------- | ------------------------------ | -------- |
| 2007 | "Divine idylle"      | Swiss Singles Charts           | 53       |
| 2007 | "Divine idylle"      | French Singles Download Charts | 2        |
| 2007 | "Divine idylle"      | Belgium Wallonia               | 5        |
| 2007 | "Divine idylle"      | Belgium Flanders               | 38       |
| 2008 | "Dès que je te vois" | Belgium Wallonia               | 27       |
| 2008 | "Dès que je te vois" | French Top Singles             | 5        |
| 2008 | "L'incendie"         | Belgium (Wallonia)             | 14       |

### Álbum
| Lista (2007)                    | Posición |
| ------------------------------- | -------- |
| Swiss Albums Chart              | 6        |
| French Albums Chart             | 1        |
| Belgian Albums Chart (Wallonia) | 1        |
| European Top 100 Albums         | 14       |